# Stumpfnasen-Sechskiemerhai
Der Stumpfnasen-Sechskiemerhai (Hexanchus griseus), auch Grauhai genannt, gehört zur Ordnung der Hexanchiformes.

## Aussehen
Der bis mehr als 5 Meter große Hai ist von massiger Gestalt. Die größten Exemplare waren knapp 6 Meter lang. Die Rückenflosse sitzt weit hinten. Die heterocerke Schwanzflosse hat einen großen oberen und einen sehr kleinen unteren Lappen. Namensgebend sind die sechs Kiemenspalten, die alle vor dem Ansatz der Brustflosse liegen und von vorn nach hinten immer kleiner werden. Der Sechskiemenhai hat große, grün fluoreszierende Augen, die Maulspalte ist lang und breit. Er ist von hellgrauer bis schwarzer, bräunlicher oder ockerfarbener Färbung. Die Bauchseite und die Unterseite der Brustflossen sind hell. Manchmal haben die Flossen weiße Hinterränder.

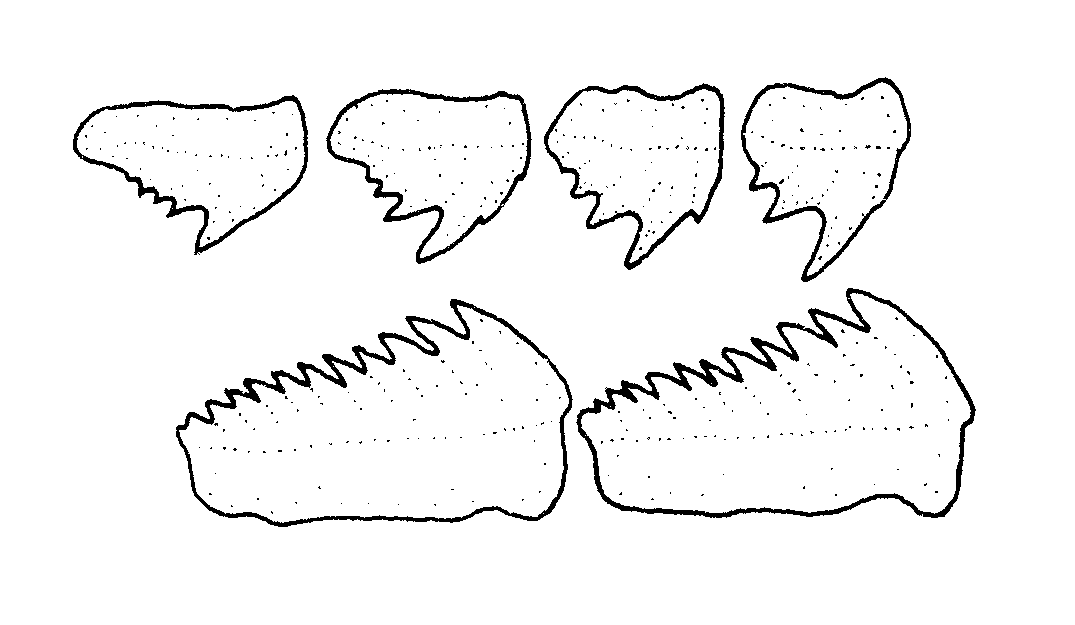
Zähne des Stumpfnasen-Sechskiemerhais

Die Zähne des Oberkiefers sind klein und spitz. Neben einer Hauptspitze kann es bis zu drei Nebenspitzen geben. Im Unterkiefer sind die Zähne kammförmig und tragen bis zu 11 kleinere Spitzen, die nach hinten immer kleiner werden. Die Unterkieferzähne sind größer als die des Oberkiefers.

## Verbreitung

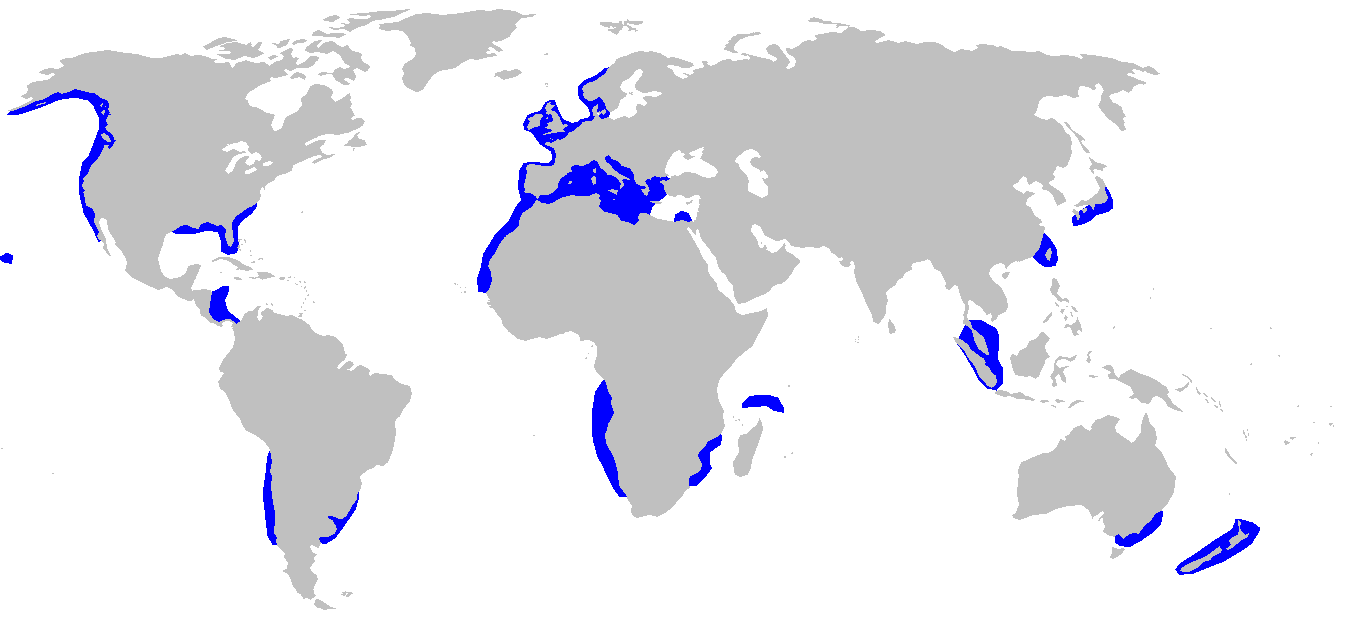
Verbreitung des Stumpfnasen-Sechskiemerhais

Der Stumpfnasen-Sechskiemerhai ist weltweit verbreitet, im Atlantik, Pazifik, Indischen Ozean und auch im Mittelmeer. Er wird in manchen Jahren auch an der deutschen Nordseeküste beobachtet. Er hält sich bevorzugt in Bodennähe an Kontinentalhängen und Inselsockeln in Tiefen von 0 bis 2500 Metern auf.

## Lebensweise
Die Haie sind nachtaktive, langsame Schwimmer. Sie ernähren sich von Knochenfischen, kleineren Knorpelfischen, Krebstieren, Kopffüßern und anderen Weichtieren, Seeigeln, Aas und Meeressäugern. Ganz oben auf ihrem Speiseplan stehen Aale. Außerdem fressen sie oft in senkrechter Stellung. Sechskiemerhaie sind lebendgebärend, d. h. ovovivipar. Sie bekommen pro Wurf bis zu 100 Junge. Ein möglicher Geburtsort sind die flachen, durch Plankton abgedunkelten Gewässer vor Vancouver Island, wo zahlreiche Weibchen mit Bissverletzungen im flachen Wasser gesichtet und Jungtiere in den Mägen von Seelöwen gefunden wurden. Diese Haie sind lebende Fossilien, die seit 150 Mio. Jahren in unveränderter Form existieren. Ihre gesamte Entwicklungsgeschichte reicht bis zu 190 Mio. Jahre zurück. Übergriffe auf den Menschen sind nicht bekannt. Laut UNCLOS wird diese Art als „stark wandernde Art“ (highly migratory species) eingestuft.